# Abiotisk olie
Abiotisk olie er en teori om, at råolie skabes af ikke-biologiske processer dybt nede i jordens kerne. Dette står i modstrid med den langt mere udbredte teori om, at olie er et fossilt brændstof, der er skabt ved nedbrydning af forhistoriske havdyr og planter. 
Hypotesen om abiotisk olie kan føres tilbage til det 19. århundrede, hvor den franske kemiker Marcellin Berthelot og den russiske kemiker Dmitri Mendeleev fremførte teorien. Teorien blev genoplivet i 1950'erne, i sovjettidens Rusland. Den russiske geolog Nikolai Alexandrovitch Kudryavtskev var ophavsmand til den moderne teori om abiotisk olie i 1951. Han analyserede tjæresandet i Alberta, Canada, og konstaterede at sten med biologisk materiale ikke kunne skabe så mange hydrokarbonater, hvorpå han konkluderede, at abiotisk olie var det mest sandsynlige ophave til tjæresandet. Den moderne russisk-ukrainske teori om abiotisk olie blev skabt, da den ukrainske forsker, professor Emmanuïl Bogdanovych Chekaliuk teoretiserede, at olie blev skabt ved høje temperaturer i jordens kerne af ikke-organisk karbon. Teorien siges at have empirisk belæg i undersøgelser lavet i sovjettidens Rusland.
Størstedelen af teoriformationen er foregået i Rusland og Ukraine i 1950'erne, og teorien støttes stadig af et stort mindretal af russiske og ukrainske geologer. Opmærksomheden på denne teori er først for nylig kommet frem i Vesten, især den australske astrofysiker Thomas Gold var en varm fortaler for teorien. I Vesten er det et meget lille mindretal af geologer og andre forskere, der er tilhængere af den moderne russisk-ukrainske teori om abiotisk olie.
Oprindelig afviste de fleste vestlige geologer, at abiotisk olie overhovedet skulle eksistere på jordkloden, men undersøgelser i Sudbury, Canada har medvirket, at de fleste nu mener, at der skabes en lille smule abiotisk olie, men slet ikke i mængder, der nogensinde vil være kommercielt udnyttelige. Langt størstedelen af de vestlige oliegeologer beskæftiger sig derfor ikke med teorien.

## En sammenligning af teorierne om olies ophav
De to teorier om olies ophav, den abiotiske teori og den biotiske teori adskiller sig på en lang række punkter fra hinanden. De væsentligste er gennemgået nedenfor.
| Emne                            | Biotisk olie | Abiotisk olie |
| ------------------------------- | --- | --- |
| Råmateriale                     | Nedbrudte rester af dyre- og planteliv | Karbon-forekomster fra jordens skabelse |
| Før skabelsen                   | Organisk materiale begraves, og flere hundrede meter nede i jorden konverterer varme og tryk det organiske materiale til bitumen og kerogen over flere millioner år | Kulilter siver op gennem jorden fra et område omkring jordkernen.                                                                                 |
| Omformningen til olie og methan | Tiden og temperaturen presser kerogenen til de kulilter, olie består af. Processen kaldes katagenese. | Når kulilterne siver op gennem jorden omformer mikroorganismer det til tungere former for kulilte.                                                |
| Kulformation                    | Kul er begravet og presset organisk materiale. Kulilter dannes af planters lipider, bladvoks og cellulose, der skaber korte kuloxid-kæder. Kul kan omskabes til olielignende produkter ved hjælp af Fischer-Tropsch processen, og lignende processer kan forekomme naturligt. | Kul er organisk materiale, som kan fyldes med kulilter, der er sevet op gennem jorden. Dette kan ske nær jordens overflade, f.eks. i sumpområder. |

## Abiotisk olie og peak oil
Teorien om abiotisk olie blev primært udviklet under den kolde krig af russiske og ukrainske forskere. Nogle tilhængere af teorien så på dette tidspunkt en vestlig bias i brugen af den normale biotiske teori, hvorfor den abiotiske teori ikke blot blev målt på baggrund af sine videnskabelige resultater, men også i nogen grad på politisk-økonomiske overvejelser.
Teorien har i den vestlige verden fået en renæssance i forbindelse med diskussioner om peak oil eller muligheden for en ny oliekrise. Tilhængere af teorien om abiotisk olie har hermed forholdsvis let kunne afvise tanken om en kommende oliekrise, da olie ifølge teorien skabes løbende. Der vil derfor ifølge teorien ikke opstå mangelsituationer på olie, da der til stadighed bobler store mængder olie op af undergrunden. Der er derfor opstået en forholdsvis omfangsrig debat mellem tilhængere af peak oil-teorien og tilhængere af teorien om abiotisk olie.